# Стенде
Стенде (латис. Stende, нім. Stenden) — місто в західній Латвії.

## Назва
- Стенде (латис. Stende;  вимова)
- Штенден (латис. Stenden)

## Географія
Розташований на однойменній річці на висоті 90 м над рівнем моря. Назва міста походить від назви річки; відо́ма принаймні з 1288 року.

## Історія
Селище Стенді виникло в 1901—1904 роках при прокладці залізниці Рига-Віндава (Рига-Вентспілс). Селище міського типу з 1949 року, місто з 1991 року.